# 1. Division 1919/1920
Dvacátý ročník 1. Division (1. belgické fotbalové ligy) se konal od 28. září 1919 do 21. března 1920.
Hrálo se po pěti letech, kvůli světové válce. Sezonu vyhrál poprvé v klubové historii Bruggy. Nejlepším střelcem se stal hráč RDC Brusel Honoré Vlamynck, který vstřelil 26 branek. Soutěže se zúčastnilo opět 12 klubů v jedné skupině a nikdo nesestupoval.